# Плащ мозга
Плащом мозга, мантией мозга, или плащом больших полушарий, мантией больших полушарий, паллиумом, паллием или мантеллумом в анатомии головного мозга называют совокупность слоёв серого и белого вещества, покрывающую собой большие полушария мозга у низших хордовых животных. У млекопитающих гомологичную структуру, достигающую у них значительного развития, называют корой больших полушарий.
Термин мантеллум, или мантия мозга, обычно применяется только к эволюционно самой древней и примитивной, тонкой, двухслойной версии этой структуры, имеющейся у круглоротых рыб. Более развитые версии этой структуры у костистых рыб и других позвоночных, состоящие из трёх слоёв клеток, принято называть паллиумом, или плащом мозга, а пятислойные или шестислойные структуры, характерные для млекопитающих — корой больших полушарий.
Находящаяся под плащом мозга, корой больших полушарий или мантией мозга часть конечного мозга называется субпаллиумом, субмантеллумом, или, соответственно, подплащевыми либо подмантийными структурами (у млекопитающих — соответственно, субкортикальными или подкорковыми структурами). У низших хордовых плащ или мантия мозга является относительно простой структурой, состоящей всего из трёх слоёв клеток (а у круглоротых рыб, как уже упоминалось, даже из всего двух слоёв), в которых гистологически и нейрохимически различимы всего 3-4 разных региона или области, плюс обонятельная луковица. Ранее было принято считать, что плащ или мантия мозга у низших хордовых гомологичны коре больших полушарий у млекопитающих, а находящиеся непосредственно под плащом или мантией структуры конечного мозга у низших хордовых гомологичны базальным ядрам у млекопитающих. Однако из данных сравнительных молекулярно-генетических исследований, а также изучения эмбриогенеза, вытекает, что из паллиума древних общих предков пресмыкающихся и млекопитающих в ходе филогенетической эволюции развились как структуры, у ныне живущих млекопитающих причисляемые к коре больших полушарий (аллокортекс и изокортекс), так и часть структур, у ныне живущих млекопитающих причисляемых к базальным ганглиям, а именно — так называемые паллиальные, или плащевые, ядра — ограда и миндалина. Из подплащевых же структур в ходе филогенетической эволюции развились все остальные базальные ядра, в частности полосатое тело, бледный шар, скорлупа, чечевицеобразное ядро, диагонально-безымянное ядро, преоптическое ядро, а также кортикоидные структуры обонятельного бугорка.
У млекопитающих как корковая, так и ныне подкорковая части плаща мозга подверглись значительному эволюционному усложнению. Из корковой части плаща мозга развилась кора больших полушарий, в большей своей части состоящая из прогрессивно усложняющейся, утолщающейся и расширяющейся с образованием извилин, в эволюционном направлении от низших млекопитающих к приматам и человеку пяти- и затем шестислойной структуры, называемой изокортексом, или «типичной корой», а в меньшей своей части, граничащей с изокортексом, из более тонкой и более примитивно устроенной трёх- или даже двухслойной структуры, называемой аллокортексом, или «атипичной корой». Аллокортекс, в свою очередь, подразделяется на медиально (срединно) расположенный гиппокампальный аллокортекс, и латерально (по бокам) расположенную обонятельную кору, в том числе самую ростральную (самую переднюю) её часть — обонятельную луковицу и передние обонятельные поля коры. Таким образом, аллокортекс составляет значительную часть обонятельного мозга, и наоборот — обонятельный мозг состоит в основном из аллокортекса.

## Эволюция
Филогенетическая эволюция дорсальной (верхней) части паллиума, или плаща мозга, окончательно не выяснена. Некоторые авторы считают, что плащ мозга когда-то существовавших древних низших амниот (общих предков пресмыкающихся и млекопитающих) в основном превратился у млекопитающих в гиппокампальные аллокортикальные и в парагиппокампальные (окологиппокампальные) мезокортикальные переходные области, сохранив, таким образом, свою характерную трёхслойную структуру. В то же время характерная только для млекопитающих пяти- или шестислойная структура изокортекса или неокортекса, по мысли этих авторов, постепенно возникла в ходе эволюции млекопитающих как нарост de novo, поверх уже имеющихся паллиальных (плащевых) структур мозга, а не в результате их эволюционного усложнения. Третьи же авторы полагают, что из разных частей плаща мозга древнейших общих предков пресмыкающихся и млекопитающих образовались разные части коры больших полушарий млекопитающих: медиальная (срединная) часть дорсального паллиума этих предков дала начало аллокортексу, а латеральные (боковые) части дорсального паллиума и латеральный паллиум дали начало изокортексу.

### У рыб и земноводных (то есть анамниотических хордовых)
У земноводных среди структур конечного мозга хорошо различимы медиальная, дорсальная, латеральная и вентральная части плаща мозга (паллиума), а также стриатальная, паллидарная, диагонально-безымянная и преоптическая части субпаллиума, или системы базальных ядер. Однако паллиальная часть (плащ) конечного мозга у них не показывает чётко выраженной, видимой в оптический микроскоп при обычных методах окраски по Нисслю, то есть гистологически различимой, трёхслойной структуры (для её выявления необходима иммуногистохимическая окраска). Плащ мозга земноводных состоит из смеси глутаматергических (возбуждающих) и ГАМКергических (угнетающих) нейронов. Субпаллиум, или базальные ядра, у них в основном состоит из ГАМКергических угнетающих нейронов.
Структура плаща мозга у земноводных в целом сходна с той, что имеется у рыб. Однако уже у хрящевых и тем более у костистых рыб трёхслойность (у круглоротых рыб — двухслойность) структуры паллиума или плаща мозга хорошо различима гистологически в обычный световой микроскоп при окраске по Нисслю.

### У пресмыкающихся и птиц
У пресмыкающихся чётко выражена трёхслойность гистологической структуры медиальной (срединной) и дорсальной (верхней) частей плаща мозга. Такое морфологическое строение плаща их мозга очень напоминает аллокортекс (а точнее палеокортекс) у млекопитающих. Вследствие этого сходства, термины «аллокортекс» или «палеокортекс» нередко применяют и к пресмыкающимся, у которых ещё нет противопоставляемого им изокортекса или неокортекса (пяти- или шестислойной структуры коры больших полушарий, имеющейся только у млекопитающих).
Латеральные (боковые) и вентральные (нижние) части плаща мозга или паллиума пресмыкающихся, однако, имеют гипопаллиальную двухслойную структуру, и называются гипопаллиумом. Эта часть их паллиума состоит из поверхностной обонятельной коры, покрывающей собой глубокие паллиальные ядра (ограду и миндалину), и напоминает по своему двухслойному строению мантию мозга низших хордовых (круглоротых рыб). Гипопаллиальная область также называется дорсальным наджелудочковым валиком (англ. dorsal ventricular ridge), в котором выделяют переднюю клаустральную часть, прилегающую к ограде, и заднюю амигдалоидную часть, покрывающую собой миндалину мозга.
У птиц значительно повышается плотность и общее количество нервных клеток в паллиуме (плаще мозга), при сохранении традиционной для пресмыкающихся трёхслойной морфологической структуры. Такая значительно повышенная плотность нейронов в паллиуме приводит к кажущемуся исчезновению чёткого разделения слоёв в медиальной (срединной) и дорсальной (верхней) частях плаща мозга птиц при рассмотрении в обычный световой микроскоп окрашенных по Нисслю препаратов. Однако при иммуногистохимической окраске трёхслойность структуры плаща мозга птиц хорошо заметна. В гипопаллиальной области у птиц, по сравнению с пресмыкающимися, значительно уменьшился размер и толщина обонятельной коры. Вместе с тем гипопаллиальные ядра (или ядра дорсального наджелудочкового валика) у птиц значительно увеличиваются в размере и дифференцируются по клеточному составу, по сравнению с пресмыкающимися.

### У млекопитающих и человека
У млекопитающих, особенно у высших приматов и человека структура, гомологичная паллиуму (плащу мозга) более низших хордовых, достигла большого развития и покрывает собой большую часть конечного мозга. Произошло это в основном за счёт массивного увеличения поверхности изокортекса («типичной коры»), или, иначе говоря, неокортекса («новой коры»).
Традиционно «плащ» (паллиум) конечного мозга, а вернее, кору больших полушарий, у млекопитающих и у человека было принято подразделять на архипаллиум («древний плащ», или древнюю кору), палеопаллиум («старый плащ», или старую кору) и неопаллиум («новый плащ», или новую кору). Однако это подразделение с конца XX века стало считаться устаревшим. Тогда же было предложено подразделять плащ или кору больших полушарий мозга млекопитающих на медиальную, дорсальную, латеральную и вентральную части.
Ранее было принято считать, что от паллиума (плаща мозга), имевшегося у древних общих предков пресмыкающихся и млекопитающих, произошла только кора больших полушарий мозга млекопитающих, в то время как от субпаллиума (подплащевых структур) этих предков произошли базальные ядра млекопитающих. Однако более тщательное сравнительное изучение молекулярно-генетических маркеров разных областей мозга у млекопитающих и у пресмыкающихся, а также деталей процесса эмбрионального развития мозга, показало, что от плаща мозга этих древних животных произошли как корковые структуры млекопитающих (аллокортекс и изокортекс), так и часть структур базальных ядер млекопитающих, а именно так называемые «паллиальные ядра» (ограда и миндалина). А от субпаллиума (подплащевых структур) этих древних животных произошли полосатое тело, бледный шар, скорлупа, чечевицеобразное ядро, диагонально-безымянные и преоптические ядра, а также кортикоидные структуры обонятельного бугорка млекопитающих.